# Benjamin Köhler
Benjamin Köhler (nacido el 4 de agosto de 1980 en Berlín, Alemania) es un exfutbolista alemán que jugaba como mediocampista y fue profesional entre los años 2000 y 2017.

## Clubes
| Club                   | País     | Año         |
| ---------------------- | -------- | ----------- |
| Hertha de Berlín       | Alemania | 2000 - 2003 |
| MSV Duisburgo (cedido) | Alemania | 2001 - 2002 |
| Rot-Weiss Essen        | Alemania | 2003 - 2004 |
| Eintracht Frankfurt    | Alemania | 2004 - 2013 |
| 1. FC Kaiserslautern   | Alemania | 2013        |
| Union Berlin           | Alemania | 2013 - 2017 |